# Frans Dictus
Frans Dictus (Kalmthout, 5 mei 1907 - aldaar, 21 januari 1994) was een Belgisch wielrenner die prof was van 1931-1938. Op zijn palmares staan 25 profzeges, maar allemaal in kermiskoersen en criteriums in België en Nederland.

## Carrière
De jonge kempenaar Frans Dictus behaalde bij de beginnelingen tien en bij de juniores twaalf eerste prijzen. Als beroepsrenner behaalde hij zijn belangrijkste zege in de Nationale Sluitingsprijs te Putte-Kapellen. Zijn zege te Wingene (1937) zou echter zijn laatste zijn. Tijdens het Criterium in Oostende kwam hij ten val en brak daarbij zijn sleutelbeen. Nog datzelfde jaar zat hij opnieuw op de fiets, maar toen hij op kop reed in de sluitingsprijs in Eekeren, kwam hij opnieuw ten val en brak opnieuw datzelfde sleutelbeen. Een jaar later brak bij voor de derde keer zijn sleutelbeen bij een ontsnapping op de velodroom in Antwerpen.
Ook tijdens zijn wielercarrière bleef Dictus actief als fietsenmaker en -handelaar en daarom verkoos hij koersen in eigen land. De reden dat hij nooit een internationale klassieker zou winnen. Bij zijn deelname aan de Ronde van Frankrijk in 1934 gaf hij in de vijfde rit op.  Wel was hij een verdienstelijk tijdrijder.
Hij bleef ook na zijn eigen carrière begaan met de wielersport en was zo ook de oprichter van de ‘Openingsprijs voor Juniores’ in 1939.

## Belangrijkste resultaten
1929
- Belgisch kampioen Interclubs

1933
- 3e Schaal Sels
- 6e Scheldeprijs

1934
- Acht van Chaam
- 2e Nationale Sluitingsprijs

1935
- Kasteel Kermis Koers Hoensbroek
- 2e Nationale Sluitingsprijs

1936
- Nationale Sluitingsprijs
- Namen-Deurne
- 5e Kasteel Kermis Koers Hoensbroek

1937
- 2e Kasteel Kermis Koers Hoensbroek

## Resultaten in voornaamste wedstrijden
| Jaar | Ronde van Italië | Ronde van Frankrijk | Ronde van Spanje |
| ---- | ---------------- | ------------------- | ---------------- |
| 1932 |                  |                     |                  |
| 1933 |                  |                     |                  |
| 1934 |                  | opgave              |                  |
| 1937 |                  |                     |                  |

| Jaar | Ronde van Vlaanderen | Luik-Bast.‑Luik |
| ---- | -------------------- | --------------- |
| 1932 |                      | 33e             |
| 1933 | 40e                  |                 |
| 1934 |                      |                 |
| 1937 |                      | 47e             |